# Myurella burchi
Myurella burchi é uma espécie de gastrópode do gênero Myurella, pertencente a família Terebridae.